# 劇偶像
《劇偶像》（日語：ゲキドル）是由日本公司Odd Entertainment發起的跨媒體計劃，以演劇和偶像為主題。人物原案由漫畫家負責。漫畫《劇偶像Alive》（ゲキドル アライヴ）也是由關谷負責作畫，開始連載於《電擊魔王》2017年2月號。由Hoods Entertainment製作的電視動畫由2021年1月5日起於AT-X等頻道播映。

## 故事概要
五年前，世界各地發生了名為「世界同時都市消失」的神秘災害。雖然各地政府一直致力復興事務，但被名為「奧羅拉」的電磁波異常現象阻撓。
在五年後，有一種名為「超級幻真劇場」（Super Material Theater，簡稱SMT）的3D投影技術。女主角守野芹愛在初次接觸「超級幻真劇場」後，對演戲產生興趣，繼而加入「愛麗絲夢劇場」（Alice in Theater）劇團，追逐夢想。

### 劇中劇
- 盛夏銀河裏的流星雪（まだつの銀河に雪のふるほし）
- Alice in Deadly School（アリスインデッドリースクール）
- la Soldier
- 降臨武闘少女 -Calling Battle Girl-
- Marker Light-blue（マーカライトブルー）
- Chrono Geizer （クロノゲイザー）

## 角色列表

### Alice in Theater
守野（聲：赤尾光）
各務（聲：持田千妃來）
榊原薰（聲：花澤香菜）
愛麗絲夢劇場的舞台導演兼演員。
多爾（聲：M·A·O）
淺蔥晃（聲：山本希望）
藤田愛美（聲：高野麻美）
山本和春（聲：秋吉文）
中村繭璃（聲：佐藤亞美菜）
樋口真琴（聲：八島莎拉拉）
美濃雅弘（聲：佐藤晴男）
雛咲泉（聲：諏訪彩花）

### SMT
竹崎宏和（聲：鳥海浩輔）
日向智子（聲：水橋香織）

## 電視動畫

### 製作人員
- 原作、系列構成：劇偶像製作委員會
- 主要劇本：大知慶一郎
- 角色原案：
- 角色設計、總作畫監督：立石聖
- 機械設計：今門卓也
- 色彩設計：齊藤麻記
- 美術監督：清水哲弘
- 攝影監督：戶澤雄一郎
- 編輯：廣瀨清志
- 音響監督：本山哲
- 音樂：Prhythm/epx
- 監督：上田繁
- 動畫制作：Hoods Entertainment

### 主題曲
片頭曲
（第1－6話；第12話作為片尾曲使用）
作詞：中土寬子，作曲、編曲：中土智博
主唱：守野芹愛（赤尾光）、各務愛里（持田千妃來）、中村繭璃（佐藤亞美菜）、淺蔥晃（山本希望）、藤田愛美（高野麻美）、山本和春（秋吉あや）
（第7－12話）
作詞：劇偶像製作委員會，作曲、編曲：BlowBackNotes
主唱：守野芹愛（赤尾光）、各務愛里（持田千妃來）、中村繭璃（佐藤亞美菜）、淺蔥晃（山本希望）、藤田愛美（高野麻美）、山本和春（秋吉あや）
片尾曲
（第1－3話）
作詞、作曲、編曲：Uno Blaqlo
主唱：各務愛里（持田千妃來）
（第4－6話）
作詞、作曲、編曲：Uno Blaqlo
主唱：愛麗絲（M·A·O）
（第7－9話）
作詞、作曲、編曲：Uno Blaqlo
主唱：雛咲泉（諏訪彩花）
（第10－11話）
作詞：劇偶像製作委員會，作曲：，編曲：BlowBackNotes
主唱：守野芹愛（赤尾光）
插曲
（第1話）
作詞：麻草郁，作曲：Prhythm/epx，編曲：神津裕之
主唱：各務愛里（持田千妃來）、淺蔥晃（山本希望）、藤田愛美（高野麻美）
（第3話）
作詞：劇偶像製作委員會，作曲：Prhythm/epx，編曲：神津裕之
主唱：各務愛里（持田千妃來）、淺蔥晃（山本希望）、藤田愛美（高野麻美）
（第5話）
作詞：麻草郁，作曲：劇偶像製作委員會，編曲：神津裕之
主唱：守野芹愛（赤尾光）、各務愛里（持田千妃來）、中村繭璃（佐藤亞美菜）、淺蔥晃（山本希望）、藤田愛美（高野麻美）、山本和春（秋吉あや）
（第6話）
作詞：麻草郁，作曲：Prhythm/epx，編曲：神津裕之
主唱：守野芹愛（赤尾光）、各務愛里（持田千妃來）
（第8話）
作詞、作曲、編曲：T.Leo
主唱：守野芹愛（赤尾光）、各務愛里（持田千妃來）
（第9話）
作詞、作曲、編曲：Uno Blaqlo
主唱：守野芹愛（赤尾光）、各務愛里（持田千妃來）、中村繭璃（佐藤亞美菜）、淺蔥晃（山本希望）、藤田愛美（高野麻美）、山本和春（秋吉あや）、雛咲泉（諏訪彩花）

### 各話列表
| 話數     | 日文標題 | 中文標題           | 劇本       | 分鏡            | 演出          | 作畫監督                   | 首播日期      |
| -------- | -------- | ------------------ | ---------- | --------------- | ------------- | -------------------------- | ------------- |
| Stage.1  |          | 演戲               | 大知慶一郎 | 上田繁          | 上田繁        | 山村俊了、德倉榮一         | 2021年 1月5日 |
| Stage.2  |          | 名為欲望的劇場     | 大知慶一郎 | 上田繁          | 原英和        | 末田晃大、池田結姬、鎌田均 | 1月12日       |
| Stage.3  |          | 等待著愛里         | 大知慶一郎 | 小島正幸 上田繁 | 上田繁        |                            | 1月19日       |
| Stage.4  |          | 生日宴會           | 大知慶一郎 | 小島正幸        | 原英和        | 末田晃大                   | 1月26日       |
| Stage.5  |          | 櫻桃園             | 大知慶一郎 | 山内重保        | 山内重保      | 竹田欣弘                   | 2月2日        |
| Stage.6  |          | 玩偶之家           | 大知慶一郎 | 小島正幸        | 飯田薰久      |                            | 2月9日        |
| Stage.7  |          | 無事生非           | 内海照子   | 上田繁          | 上田繁        | 池田結姫                   | 2月16日       |
| Stage.8  |          | 什麼使她淪落至此   | 大知慶一郎 | 小島正幸        | 原英和 上田繁 | 末田晃大                   | 2月23日       |
| Stage.9  |          | 行屍走肉           | 内海照子   | 小島正幸        | 飯田薰久      | 、末田晃大                 | 3月2日        |
| Stage.10 |          | 世界的創造與其他   | 大知慶一郎 | 上田繁          | 上田繁        | 池田結姫、山村俊了         | 3月9日        |
| Stage.11 |          | 咱們死人醒來的時候 | 大知慶一郎 | 小島正幸        | 原英和 上田繁 | 末田晃大、小林利光         | 3月16日       |
| Stage.12 |          | 終成眷屬           | 大知慶一郎 | 上田繁          | 上田繁        | 立石聖、阿部島瑠珠         | 3月23日       |

## 外部連結
- 電視動畫官方網站（日語）
- 電視動畫的X（前Twitter）（日語）